# Midway (comté de Santa Rosa, Floride)
Pour les articles homonymes, voir Midway.
Midway est une census-designated place du comté de Santa Rosa, dans l'État de Floride, aux États-Unis,. En 2020, elle compte une population de 19 567 habitants.